# Anna Mamczur
Anna Mamczur (ur. 1970) – polska aktorka i piosenkarka.
Absolwentka Studium Piosenkarskiego w Państwowej Szkole Muzycznej II stopnia w Poznaniu (1991). 

## Życiorys
Karierę rozpoczęła w 1991, kiedy wygrała eliminacje do musicalu Metro w reżyserii Janusza Józefowicza. Od tego momentu związała się z Teatrem Studio Buffo w Warszawie, w którym do 1996 brała udział w musicalach i przedstawieniach muzycznych tworzonych przez Janusza Józefowicza i Janusza Stokłosę. Oficjalny debiut teatralny nastąpił 4 września 1993 w spektaklu muzycznym Do grającej szafy grosik wrzuć, w którym śpiewała polskie piosenki z lat 50. i 60.
Popularność przyniosły jej występy w telewizyjnym programie rozrywkowym MdM, czyli Mann do Materny, Materna do Manna Wojciecha Manna i Krzysztofa Materny. Wraz z Barbarą Melzer i Beatą Wyrąbkiewicz wykonywała tam popularne niegdyś, a wówczas przypominane piosenki (m.in. Anna, Baw mnie, Do zakochania jeden krok, Gonić króliczka, Nie lubię tej piosenki, Od rana mam dobry humor, Taki dzień się zdarza raz).
W 2002 roku występowała w Teatrze Muzycznym Roma w musicalu Grease. Pojawia się w filmach i serialach telewizyjnych.
Po wycofaniu się z życia publicznego zajęła się tworzeniem własnej marki kosmetyków ekologicznych pod nazwą Phenome.

## Spektakle teatralne (wybór)
- 1991: Metro (reż. J. Józefowicz)
- 1993: Do grającej szafy grosik wrzuć (reż. J. Józefowicz)
- 1994: Bajor w Buffo (reż. J. Józefowicz)
- 1995: Grosik 2. Piosenki z lat 60. (reż. J. Józefowicz)
- 1996: Tyle miłości (reż. J. Józefowicz)
- 2002: Grease jako Marty (reż. Wojciech Kępczyński)

## Filmografia
- 1995: Matki, żony i kochanki, jako kochanka Roberta
- 1996: Słodko gorzki, jako Róża, przyjaciółka brata „Mata"
- 1997: Klan, jako Anna Nowacka, pielęgniarka w szpitalu opiekująca się Michałem
- 1997: Pokój 107, jako Anka Górczyńska
- 2000–2001: Adam i Ewa, jako Joanna Stawska, konserwator zabytków, przyjaciółka Zosi Kowalczyk, narzeczona Michała Nowickiego
- 2004: Czego się boją faceci, czyli seks w mniejszym mieście, jako Ilona, kandydatka na aktorkę
- 2006: Samotność w sieci
- 2006: Samotność w sieci (serial telewizyjny)
- 2006: Tylko mnie kochaj, jako sprzedawczyni

### Dubbing
- 1997: Piękna i Bestia. Zaczarowane święta, jako Angelique

## Udział w programach telewizyjnych
- 1993: Sylwester z Jedynką
- 1996–2000: MdM, czyli Mann do Materny, Materna do Manna
- 1999: Piramida
- 2000: Wierzcie lub nie
- 2005: Imiennik Dwójki
- 2005: Bezludna wyspa
- 2005: Śpiewające fortepiany
- 2006: Dubidu